# 廖史豪
廖史豪（1923年2月11日—2011年9月28日），台灣雲林縣西螺鎮人，出身西螺望族廖家。台灣獨立運動參與者，曾任台灣再解放聯盟台灣地下工作委員會。為「台灣共和國臨時政府」大統領廖文毅姪子。

## 早年生平
廖史豪於1923年（大正十二年）2月11日生於日本京都，父親廖溫仁，是廖文毅大哥。母親廖蔡秀鸞出身台中清水望族，十八歲與就讀東北帝國大學醫學院的廖溫仁結婚。廖史豪在京都就讀京都第一錦仁小學校。昭和十一年（1936年）6月23日父親廖溫仁病逝，當時廖史豪就讀同志社中學。1936年7月，母親帶他們兄妹七人返台，9月轉入台南州州立嘉義中學。昭和十五年（1940年）搬至東京，就讀關東中學五年級。1942年考上立教大學文學系。
1944年因二次世界大戰的戰時徵兵，住在關西的臺灣人必須回臺灣受訓；住在關東的臺灣人在日本內地受訓。廖史豪於東京荒川河堤防空陣地當初年兵，廖史豪與李登輝等人考上預備軍官考試，考上甲種高射砲兵，和李登輝同為千葉高射砲學校十二期生，同期訓練，不同中隊。同期亦有劉慶瑞等12名台灣人。:21當時就讀東京大學一年級的彭明敏不肯當兵，躲到長崎，結果被飛機炸斷左手臂。1944年1月入伍，在戰爭時期由於廖史豪身為軍官，有自己房間，與聯隊長偷聽短波收音機得知原子彈投下的訊息，當時報紙並未報導，日本軍方封鎖一切消息。:221945年8月15日，日本無條件投降。當時廖史豪在東京郊外青砥駅（京成電鐵）附近的青砥基地高射砲陣地，聯隊長伏屋突然召集大家說有重要事情宣布，身為小隊長的廖史豪持日本軍刀立正，在收音機聽到日本天皇的詔書。
戰後，廖史豪被移到經濟學部，因立教大學文學部不在，之後廖史豪沒再上學。廖史豪受宋進英及謝國城之邀任職台灣同鄉會，負責臺灣人回鄉事務、與美軍交涉。:23-241946年5月12日，廖史豪與母親返台。16日抵基隆港。

## 從事台獨運動
廖史豪返回台灣後，住在三叔廖文毅台北住家。目睹國民政府的無能。曾參與其廖文毅的《前鋒雜誌》，:25撰稿者除廖文毅外，亦有楊基振、邱永漢、林純章、劉金和廖史豪。:291947年2月26日，廖史豪與二叔廖文奎、三叔廖文毅到上海。之後於《大公報》中得知二二八事件。4月陳儀政府發布「二二八事變首謀叛亂犯在逃主犯名冊」，廖文毅及廖文奎都被列入成為通緝犯，無法返台而留在上海。在上海期間，共產黨的蔡子民曾欲吸收廖史豪，但遭其拒絕。:336月，「台灣再解放聯盟」成立。同年8月，廖史豪返台，除與廖文毅聯絡外，也宣揚台獨理念。
之後廖史豪成為其叔叔們在台灣的代理人，並且吸收人才。期間邱永漢、簡文介等人都是在他的介紹下，加入台灣再解放聯盟。:391948年9月，在香港與廖文毅印成向聯合國提出關於台灣希望獨立英文備忘錄，送往聯合國及主要會員國。:4110月，從香港返台，並且於1949年成立「台灣再解放聯盟台灣支部」，廖史豪推黃紀男擔任支部長，自己屈居為副，並隨即積極吸收成員，先後計有鍾謙順、溫炎煜、許劍雄、許朝卿、偕約瑟等人加入，於島內進行組織工作。:421950年4月20日與台灣民主獨立黨陳哲民之女陳娟娟結婚。

## 被捕
1950年初，國民黨政府開始展開大逮捕。5月25日，廖史豪與黃紀男第一次被補，廖史豪原本逃至省政府民政廳長楊肇嘉家。但因國民黨政府逮捕其母親作為人質，只好自首。:51判刑七年，在台北監獄寄押一年多，同期政治犯包括文學家楊逵。1952年4月移至綠島。1953年離開綠島，之後因其領導的其他現被破，再度被捕，被以《懲治叛亂條例》(俗稱「二條一」) 叛亂罪起訴。1954年6月判無期徒刑，移監新店軍人監獄。1956年警總曾派黃朝琴赴日，要求時任「台灣共和國臨時政府」外交部長的丈人陳哲民返台。1956年6月22日陳哲民返台後，由於台灣共和國臨時政府在東京仍有組織，為了對東京行招降之效，調查局申請將廖、黃減刑。:6012月，廖史豪從無期徒刑減為十二年；黃紀男由十二年減為九年。1957年10月，移往新竹留質所。1958年8月25日與黃出獄。:61
廖史豪出獄後，取得廖文毅連繫，於1959年1月成立「台灣民主獨立黨台灣地下工作委員會」，參加的人包括廖文毅五弟廖溫進、表弟林奉恩，以及鍾謙順、陳火桐等人。繼續從事宣傳工作。其中獲得楊肇嘉的贊成，也找過郭雨新。廖史豪認為國民政府視楊肇嘉與吳三連為台獨精神領袖。:62時任台灣共和國臨時政府大統領廖文毅給予指示，認為為向國際宣示台灣島內獨立的要求，必須做出革命行動，因此也計畫暗殺蔣經國，但最後因為軍火、金錢及人員問題而未能成功。:63導致第二次被捕。

## 再次被捕與獲釋
1962年1月27日，廖史豪與母親、陳火桐同時被捕。判刑之前曾與施明德同房。1965年1月14日廖史豪與黃紀男同判死刑，其母親與五叔廖溫進皆被判刑。國民黨政府也藉此為人質，並以調查局所錄之廖文毅母親的錄音帶，要求廖文毅投降。1965年5月14日廖文毅返臺投降，7月2日，母親因狹心症及尿毒症不治去世。同年12月廖史豪與黃紀男、廖溫進獲得特赦。12月出獄。
1971年，調查局局長沈之岳曾派廖史豪赴日要求簡文成返台，威脅簡文成不返臺要對廖史豪不利，最後並未成功。
廖史豪曾追問廖文毅為何要返臺，廖文毅曾表示當時受日本的岸信介及美國的傅爾布萊特勸說，認為廖文毅返臺後，「偌局勢有所變化，就可以作用。」，成為廖文毅回臺灣真正的考慮。:79晚年廖文毅被軟禁在臺灣，無法出國。

## 相關書目及外部連結
- 張炎憲、胡慧玲、曾秋美採訪，台灣獨立運動的先聲：台灣共和國，台北：吳三連台灣史料中心編輯，2000年。
- 廖史豪從事台獨運動終不悔 （页面存档备份，存于）
- 廖史豪等叛亂案，國家檔案資訊網。